# Кастаньеда, Кристиан
Кристиа́н Альбе́рто Кастанье́да Ва́ргас (исп. Cristián Alberto Castañeda Vargas; род. 18 сентября 1968, Сан-Висенте-де-Тагуа-Тагуа, О’Хиггинс) — чилийский футболист, защитник известный по выступлениям за клубы «Универсидад де Чили» и сборную Чили. Участник Чемпионата мира 1998 года.

## Клубная карьера
Кастаньеда начал карьеру в клубе «Палестино», но уже по окончании сезона перешёл в «Универсидад де Чили». С новой командой четырежды выиграл чилийскую Примеру и два раза завоевал Кубок Чили. За «Универсидад» Кристиан выступал на протяжении десяти лет, и является одним из рекордсменов по количеству сыгранных матчей. В 2003 году Кастаньеда перешёл в «Эвертон» из Винья-дель-Мар. Новому клубу он помог выиграть Примеру B и выйти в высшую лигу. В 2005 году Кристиан завершил карьеру в команде «Сан-Маркос де Арика».

## Международная карьера
24 марта 1994 года в товарищеском матче против сборной Саудовской Аравии Кристиан дебютировал за сборную Чили. В 1995 году Кастаньеда принял участие в розыгрыше Кубка Америки.
В 1998 году Кристиан попал в заявку сборной на участие в Чемпионате мира во Франции. На турнире он принял участие в матче против команды Австрии.

## Достижения
Командные
«Универсидад де Чили»
- Чемпионат Чили по футболу — 1994
- Чемпионат Чили по футболу — 1995
- Чемпионат Чили по футболу — 1999
- Чемпионат Чили по футболу — 2000
- Обладатель Кубка Чили — 1998
- Обладатель Кубка Чили — 2000